# Aligia bicolor
Aligia bicolor är en insektsart som beskrevs av Kramer och Delong 1968. Aligia bicolor ingår i släktet Aligia och familjen dvärgstritar. Inga underarter finns listade i Catalogue of Life.